# Сабрія (Туніс)
Сабрія (араб. الصابرية) — село в Тунісі, у вілаєті Кебілі.